# Кеймбридж (Мэриленд)
Кеймбридж (англ.  Cambridge ) — город и административный центр округа Дорчестер в штате Мэриленд США.

## Описание
Центр округа Дорчестер с 1686 года. Находится в восточном Мэриленде, на южном берегу реки Чоптанк, недалеко от восточного берега залива Чесапик. Разделённый гаванью Кембридж-крик, он был основан в 1684 году как порт плантаций и назван в 1686 году в честь английского университетского города. Более двух столетий он обслуживал небольшие прибрежные перевозки, но добавление глубоководных сооружений и завершение в 1964 году морского терминала открыли город для мировой торговли. Серьёзные нарушения гражданских прав произошли в Кембридже летом 1963 года, что привело к присутствию там войск Национальной гвардии.

## Население
| 2010   | 2020    |
| ------ | ------- |
| 12 326 | ↗13 096 |